# Chrzest ognia
Chrzest ognia – powieść z gatunku fantasy, napisana przez Andrzeja Sapkowskiego, wydana w 1996. Jest trzecią z pięciu części tzw. sagi o wiedźminie.

## Fabuła
Wiedźmin Geralt po wyleczeniu się w lesie Brokilon i zasięgnięciu informacji od łuczniczki Milvy wyrusza wraz z Jaskrem, by uratować Ciri. Ruszają wzdłuż rzeki Wstążki na zachód w kierunku Verden. Wpadają na havekarów – kupców handlujących ze Scoia'tael, do których przybywa kilku nilfgaardzkich rycerzy. Dochodzi do walki, w której Geraltowi i Jaskrowi z pomocą nagle nadciąga Milva. Po walce okazuje się, że havekarzy wieźli zamkniętego w trumnie Cahira aep Ceallacha, którego dostarczył im Isengrim Faolitiarna – dowódca elfiego komanda z Thanedd. Młodzieńca mieli przejąć Nilfgaardczycy, gdyż ten nie wykonał rozkazu – nie schwytał Ciri na wyspie.
Tymczasem Emhyr var Emreis zrywa rozejm z Temerią i atakuje Brugge z trzech stron – od północy, z Brokilonu, uderzają skoncentrowane elfie komanda, od zachodu oddziały verdeńskie, a od południa wojska nilfgaardzkie. Geralt, Jaskier i Milva zostają osaczeni przez wojska i zmuszeni są do podróży na wschód, kryjąc się po lasach. Dołączają do kompanii krasnoludów eskortującej grupkę uchodźców, której przewodzi Zoltan Chivay. Kompania wspólnie przemierza ogarnięte wojną i pożarem Brugge. Za rzeką Chotlą, na elfim cmentarzysku Fen Carn spotykają ekscentrycznego cyrulika o imieniu Emiel Regis, który postanawia wyruszyć dalej z nimi. Wkrótce docierają do obozu uchodźców. Tam pewien pustelnik podburza chłopów przeciwko upośledzonej dziewczynie, oskarżając ją o czary. W jej obronie staje wiedźmin i jego kompania, których pustelnik wyzywa na próbę ognia, mówiąc że tylko osoba o nieskazitelnym sercu może wyjąć gołą dłonią rozżarzoną do czerwoności podkowę. Ku zdziwieniu wszystkich Regis wyjmuje z ogniska gorącą podkowę. Wówczas obóz zostaje zaatakowany przez nilfgaardzki zagon i cała kompania ulega rozproszeniu. Okazuje się, że w Sodden z Nilfgaardem walczy wydzielony z armii temerskiej cintryjski korpus pod dowództwem marszałka Vissegerda. W ich ręce wpadają Geralt oraz Jaskier i zostają zatrzymani w obozie wojskowym pod fortem Armeria.
W nocy wiedźmina i barda uwalnia Regis, po czym znika. Gdy jednak uciekinierzy próbują się wymknąć, obóz atakują nilfgaardczycy. Dochodzi do bitwy, w której Jaskier zostaje ranny w głowę. Ostatecznie obydwu udaje się uciec. Tymczasem Cahir ratuje Milvę walczącą o konie z chłopskimi uciekinierami. Cała piątka spotyka się znów nad Iną, gdzie Regis opatruje ranę Jaskra oraz zdradza, iż jest wampirem. Wiedźmin nakazuje Regisowi odejść. Wkrótce potem wampir mimo to powraca. Tam też, podczas wspólnego jedzenia zupy rybnej, formuje się wiedźmińska kompania.
Tymczasem Filippa Eilhart powołuje tajną Lożę Czarodziejek dla ochrony spraw magii, która ma odmienić losy świata. Na pierwsze posiedzenie w zamku Montecalvo Francesca Findabair przybywa wraz z Yennefer, którą na Thanedd zamieniła w nefrytową statuetkę, rzekomo w celu ochrony przed Riencem. Gdy wychodzi na jaw, że loża chce wykorzystać Ciri do własnych, wielkich planów – Yennefer z pomocą Fringilli Vigo ucieka z Montecalvo.
Wiedźmińska kompania udaje się na wschód w stronę Caed Dhu – do druidów, by dowiedzieć się gdzie jest Ciri, gdyż Cahir zaręcza, iż nie ma jej w Nilfgaardzie. Spotykają na swej drodze Zoltana Chivaya, który daje Geraltowi swój miecz – sihil. Podróżując przez ogarnięty wojną lesisty Angren, kompania postanawia przekroczyć Jarugę. Tam wpadają w sam środek walk między wojskami nilfgaardzkimi a liryjskimi partyzantami królowej Meve i biorą udział w bitwie o most na Jarudze. Geralt z Rivii i Cahir stają po stronie Lyrii. Meve, w zamian za to, pasuje wiedźmina na rycerza o tytule "Geralt z Rivii".

## Tłumaczenia
- wydanie rosyjskie, wyd. AST, Moskwa 1997
- wydanie czeskie, wyd. Leonardo, Ostrava 1997
- wydanie hiszpańskie, wyd. Bibliopolis, Madryt 2005
- wydanie angielskie, wyd. Gollancz, Londyn 2014, przełożył David French[3]
- wydanie włoskie, Il battesimo del fuoco, wyd. Editrice Nord, 2014, przełożyła Raffaella Belletti, 468 s., ISBN 978-88-429-2224-7.
- wydanie chińskie – tajwańskie, pt. 獵魔士長篇 3 火之洗禮 [Lièmóshì chángpiān 3 – Huǒ zhī xǐlǐ], Wyd. Gaea (seria wydawnicza Fever), Taipei 2015, 432 s., przełożył Ye Zhi-Jun (葉祉君)[4] ISBN 978-986-319-146-9

## Słuchowisko
9 marca 2018 roku wydane zostało słuchowisko na podstawie Chrztu ognia, zrealizowane przy udziale zespołu lektorów aktorów. Jest to szóste słuchowisko zrealizowane na podstawie Sagi o wiedźminie. 